# Santuario della Madonna di Rosa e Gesù Misericordioso
Il santuario della Madonna di Rosa e Gesù Misericordioso è ubicato alla periferia est di San Vito al Tagliamento, a circa un chilometro dal centro, lungo la Strada Regionale 463.

## L'apparizione aMariute

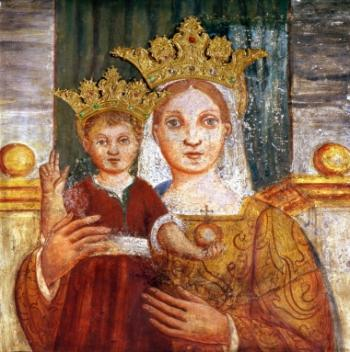
La Madonna di Rosa
(Marco Tiussi - XVI secolo)

Le cronache raccontano che il 2 febbraio 1655, festa della Presentazione al Tempio (popolarmente detta "Candelora"),  la bambina Maria Giacomuzzi (in friulano chiamata anche con il diminutivo "Mariute"), 8 anni, sta pregando con la sorella maggiore Giustina e due zie davanti ad un affresco raffigurante la Madonna col Bambino, sotto il portico della casa del nonno Giovanni (in friulano Zuane), a Villa di Rosa, al tempo sulla sponda sinistra del Tagliamento.
La fanciulla, sofferente di epilessia, d'un tratto si avvicina in estasi al dipinto, con il volto che le si illumina felice, fra lo stupore delle altre donne presenti.
Mariute racconta poi, in modo sorprendentemente fluente, di aver visto una bella signora vestita di bianco che, parlandole in modo familiare, le ha chiesto di rivolgere un severo monito alla comunità, in particolare a suo padre Giacomo (in friulano Jacum), affinché si astenga dalla bestemmia, se vorrà evitare future catastrofi. La signora chiede anche di essere trasferita in un luogo più decoroso, nelle vicinanze di una strada frequentata.
Jacum resta particolarmente colpito dal racconto della figlia, sia perché chiamato direttamente in causa sia per l'eccezionale cambiamento, nel linguaggio e nei comportamenti, mostrato da Mariute. Riferisce subito l'accaduto al curato di Villa di Rosa, che però non gli dà alcun credito.
Si reca quindi dal pievano della vicina Pieve di Rosa, da cui dipendeva il curato della villa, ma anche in questo caso viene liquidato come un sognatore.
A San Vito al Tagliamento trova finalmente ascolto da un frate, padre Vitale Vitali, giunto da Roma per le predicazioni in preparazione della Pasqua.
Il frate, avendo creduto al racconto, ottiene l'assenso del pievano e del capitano per verificare la possibilità di rimuovere la porzione di muro di ciottoli, su cui è stato realizzato l'affresco e trasferirla a San Vito, sulla sponda opposta del Tagliamento.
La famiglia Giacomuzzi acconsente alla richiesta e, una volta staccata a massello la parte di muro affrescata, mette a disposizione per il trasporto sia il carro sia una coppia di buoi. Il trasferimento avviene il 31 marzo 1655, mercoledì dopo Pasqua. Questo avvenimento verrà successivamente commemorato la prima domenica dopo Pasqua e, dalla fine del XIX secolo, la prima domenica di settembre.
Padre Vitali il 3 aprile 1655 redige un resoconto dettagliato dei fatti e lo invia ai propri superiori.

## Storia del Santuario
Il 31 marzo 1655 l'affresco staccato da casa Giacomuzzi è riposto all'interno della chiesa di San Nicolò, posta fuori le mura (in latino extra muros) di San Vito, in prossimità del campanile dell'attuale santuario, dove anche allora passava la strada, che al tempo portava ai vicini guadi del Tagliamento ed oggi conduce al Ponte della Delizia.
Si diffonde immediatamente il culto e la devozione alla "Madonna di Rosa", alla quale vengono presto attribuiti ripetuti eventi miracolosi.
Nel corso dei secoli la chiesa è più volte ampliata ed abbellita, restando sempre priva di campanile. A partire dal 1836, su progetto dell'architetto sanvitese Lodovico Rota, la chiesa subisce profondi miglioramenti e diventa il Santuario della Beata Vergine di Rosa (popolarmente Santuario della Madonna di Rosa o Santuario di Madonna di Rosa).

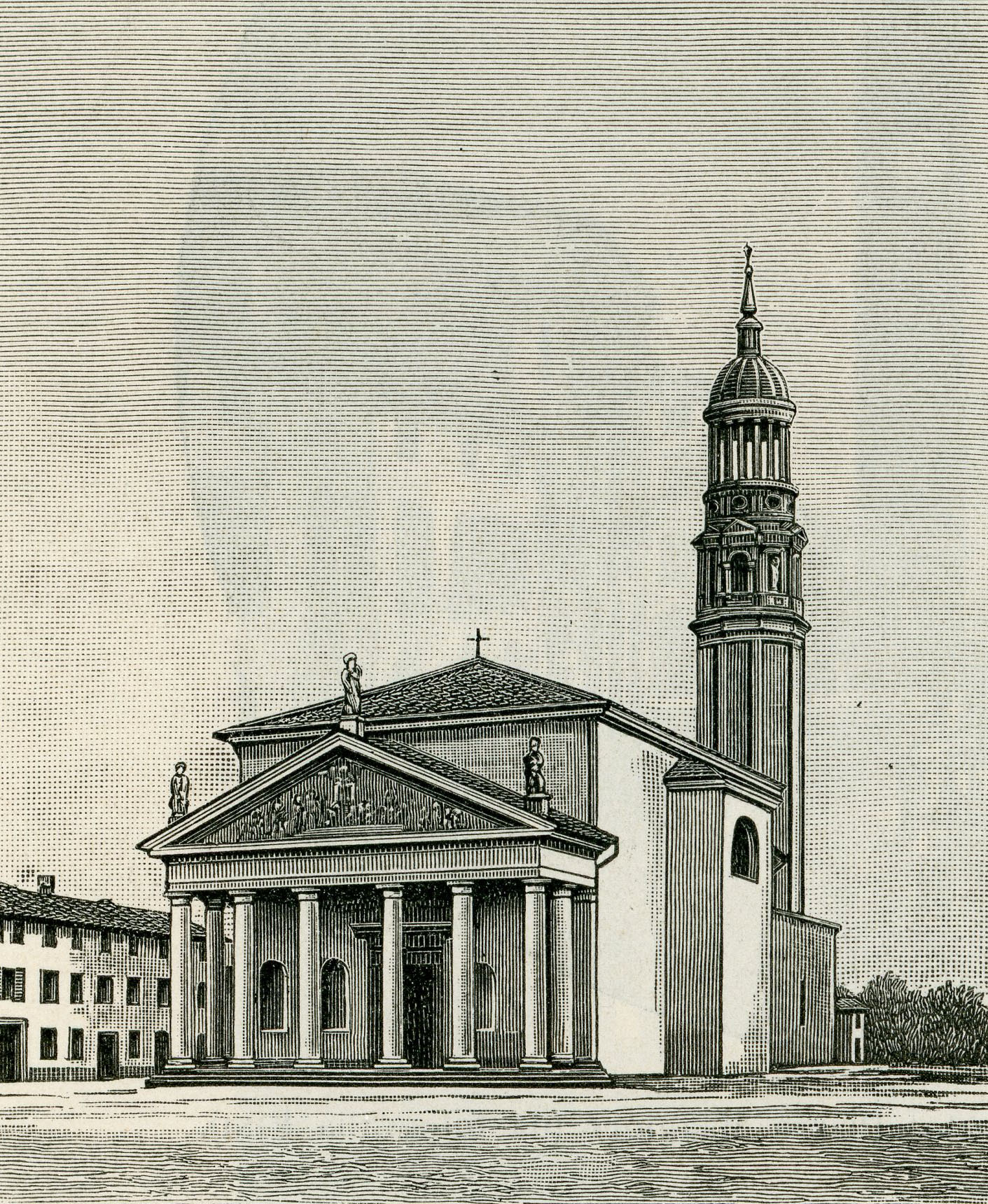
Xilografia del Santuario nel 1904

L'8 settembre 1881 il vescovo di Concordia Sagittaria, assistito da altri vescovi, pone delle corone d'oro sul capo di Maria e del Bambino, dichiarando dietro decreto di papa Leone XIII, che ella è "la nostra Regina, la Regina del Tagliamento e delle sue popolazioni".
Fra il 1893 e il 1902 fu finalmente costruito il campanile.
Il 31 dicembre 1944 da uno dei 6 aerei alleati in volo verso il Ponte della Delizia si stacca una bomba di 3 quintali, che esplode sul fianco sinistro del Santuario distruggendo abside, altare maggiore e parte dell'organo. Alle ore 10 del 1º gennaio 1945 le grida festanti di tanti fedeli annunciano che la Madonna di Rosa è stata finalmente ritrovata, incredibilmente intatta.
Il 22 marzo 1945 un ultimo e terribile bombardamento distrugge completamente il Santuario, il vicino convento e la cappella, dove era stata temporaneamente riposta la "Madonna di Rosa", risparmiando il campanile. Ancora una volta, dopo ore di ricerca, dalle macerie emerge integro, fra lo stupore generale e le grida al miracolo, il fragile quadrato di ciottoli con l'immagine della Madonna col Bambino, che viene temporaneamente riposto all'interno del campanile.

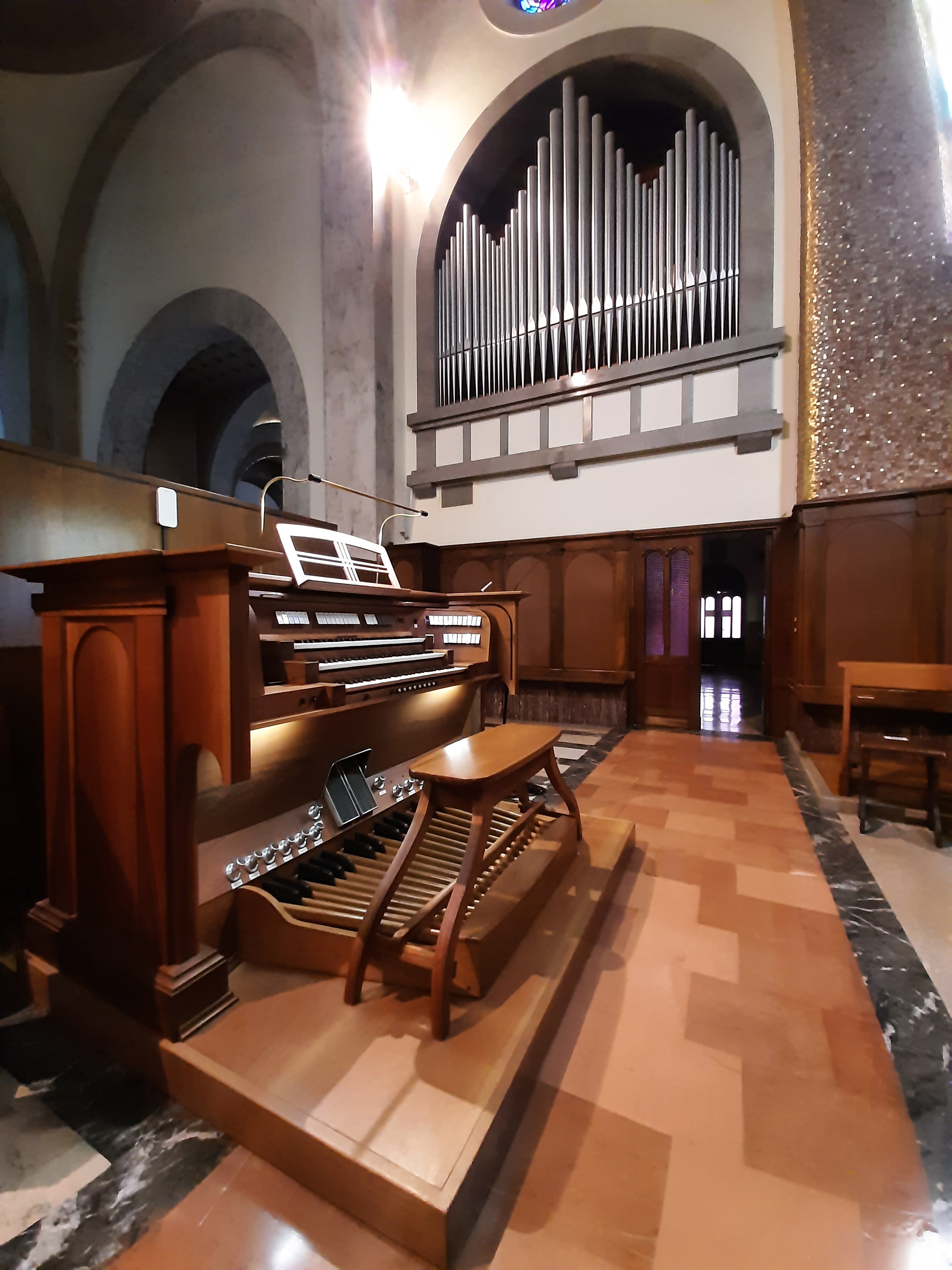
L'organo a canne)

L'8 settembre 1953, con la benedizione della prima pietra, si iniziano i lavori di costruzione di un nuovo e imponente santuario, che sorgerà sul lato opposto della strada, distante poco meno di 100 metri dal campanile. L’edificio è progettato dagli architetti Brenno del Giudice e Achille Vettorazzo di Venezia, con la supervisione di Padre Timoteo Bertinato. Tanti operai di San Vito e dei paesi vicini partecipano ai lavori, coordinati dall'instancabile Padre Timoteo.
Il 28 agosto 1960 una grande folla assiste al trasferimento della "Madonna di Rosa" nel nuovo Santuario della Madonna di Rosa, che viene contestualmente inaugurato.
Nel 1967 è stato attivato l'organo a canne, realizzato dalla ditta Zanin di Camino al Tagliamento.
Negli anni successivi, grazie all'iniziativa di padre Raimondo Padrin, si sviluppa anche la devozione a Gesù Misericordioso, a cui è dedicata la cappella di destra del transetto, inaugurata nel 1971.
Il santuario viene così titolato alla Madonna di Rosa e Gesù Misericordioso.
Nel Giubileo straordinario della misericordia del 2016 il santuario è stato sede di una porta santa e meta di molti pellegrinaggi.

## L'attuale santuario
Il santuario è realizzato in stile neoromanico, su pianta a croce latina.

### Esterno
L’esterno è in mattoni rossi a vista e pietra d'Istria. 

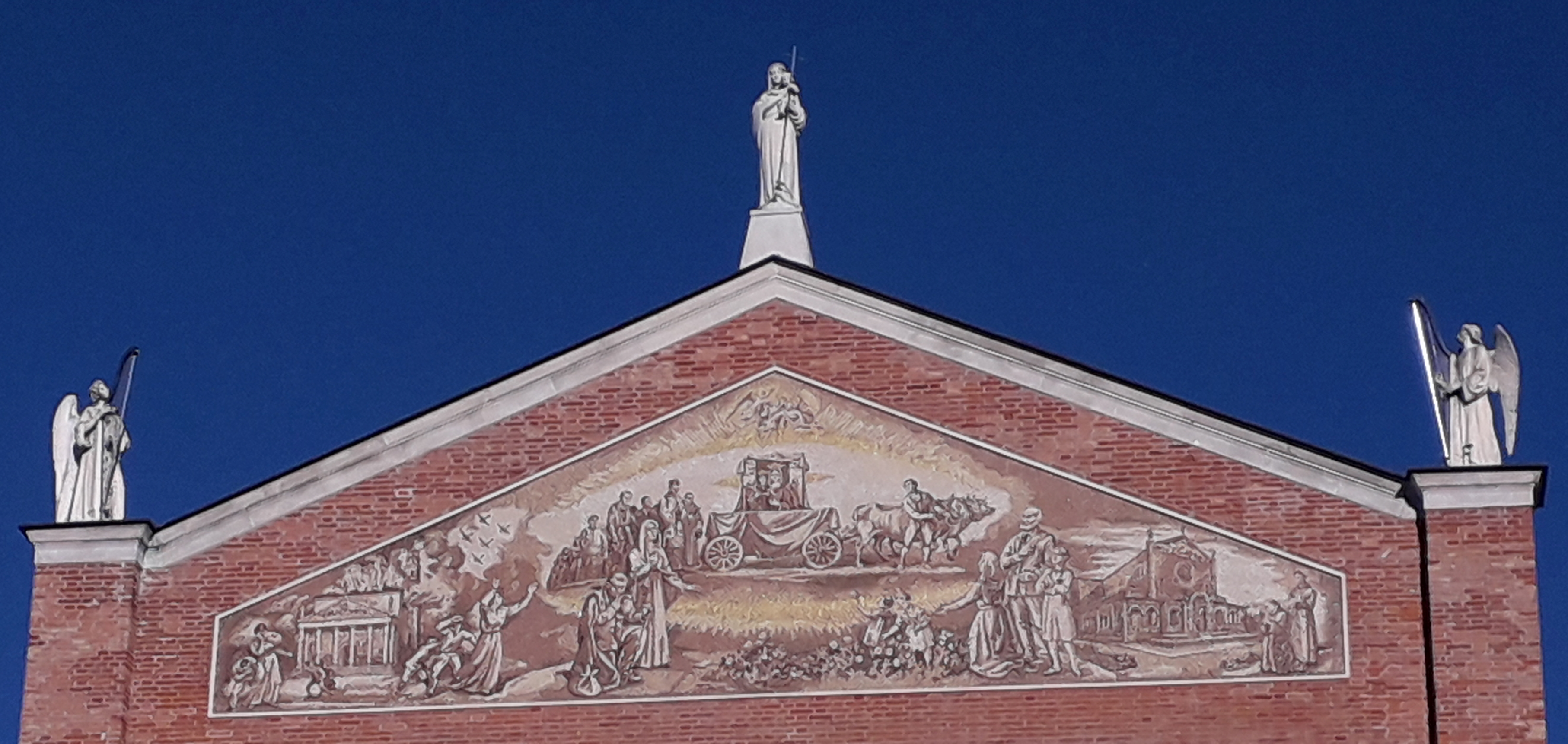
Frontone e timpano

Lungo le pareti una serie di archi in stile romanico-bizantino, sopra i quali si aprono diversi rosoni e finestroni. Un’ampia gradinata e due rampe laterali conducono al porticato. Sono presenti ingressi secondari sui due lati. Al centro ed ai lati del frontone si ergono 3 statue bianche:
- al centro, la Madonna con in braccio il Bambino che regge una croce metallica
- ai lati, due angeli che la omaggiano suonando l'arpa.

Sul timpano un mosaico narra, per immagini successive, gli eventi salienti della storia del Santuario.
Il portale principale è in legno, sovrastato da una lunetta su cui è rappresentata la Madonna a braccia aperte che accoglie i fedeli, davanti a lei il Bambino Gesù in piedi, che benedice con la destra e con la sinistra stringe un globo crucigero.

### Interno
L'interno si presenta su un'unica navata, lunga 60 metri, larga 14 metri e alta 17 metri, con ai lati diverse cappelle e porte di accesso a numerosi confessionali.
L’abside, rialzato rispetto alla navata, è maestoso. Uno splendente mosaico dorato fa da sfondo all'imponente gruppo marmoreo raffigurante Gesù sulla croce, con ai suoi piedi Maria e San Giovanni. Sotto il gruppo marmoreo il coro ligneo e ai due lati del presbiterio l'organo a canne, posizionato in nicchie sopraelevate.
Ai lati del presbiterio si aprono due cappelle, collegate anche al transetto, entrambe rivestite a mosaico e dedicate:
- a Gesù Misericordioso (a destra)
- alla Madonna di Rosa (a sinistra).

A mosaico sono decorati anche la cupola e le pareti nord e sud del transetto e della navata.
L'altare è posto su un piano di marmo, rialzato di due gradini. In marmo sono anche la mensa eucaristica e le quattro colonne che la sostengono; tra le colonne è posizionato un corpo scultoreo in pietra, a forma di ellisse, con l'effige dei dodici Apostoli.
Agli angoli del presbiterio sono posti gli amboni in marmo, a destra per la Liturgia della Parola ed a sinistra per l'omelia.

#### Cappella dellaMadonna di Rosa
Nella cupola la Vergine è raffigurata a mosaico dentro ai petali rossi di una grande rosa, nell'atto di schiacciare con i piedi il serpente, simboleggiante il demonio. Nel paliotto dell'altare un bassorilievo marmoreo illustra, in tre episodi, l'incontro di Mariute con la Madonna di Rosa e il trasporto alla chiesa di San Nicolò.
Il centro della cappella è dominato dall'affresco originale prelevato da casa Giacomuzzi. L'opera, attribuita al pittore spilimberghese Marco Tiussi (XVI secolo), raffigura la Madonna in trono, che con entrambe le mani sorregge un Bambino Gesù già grandicello, nell'atto di benedire con la destra alzata mentre nella sinistra stringe un globo crucigero. L'intonaco è applicato su un muro di ciottoli del Tagliamento fissati a calce, visibile grazie a una comoda scala sul retro della cappella, a cui si accede dai corridoi laterali.
La cappella è stata inaugurata l'8 settembre 1960 (festa della Madonna), qualche giorno dopo l'inaugurazione del santuario (28 agosto 1960).

#### Cappella di Gesù Misericordioso
Nel quadro centrale è dipinta fedelmente la figura del Cristo misericordioso, così come apparve a Santa Faustina Kowalska, il 22 febbraio 1931.
Anche il mosaico della cupola richiama varie testimonianze della misericordia di Gesù verso i bisognosi. Nel bassorilievo dell'altare è raffigurato l'uomo peccatore, le cui catene ai polsi sono state spezzate dal sacrificio di Cristo sulla croce.
La cappella è stata inaugurata il 18 aprile 1971.

#### Rosoni in vetro colorato
- al centro, la Madonna schiaccia la testa del dragone infernale e incoraggia i fedeli alla lotta contro le forze del male
- transetto di sinistra, Maria è assunta in cielo, accompagnata da uno stuolo di angeli glorificanti
- transetto di destra, Trasfigurazione di Gesù sul monte Tabor, attorniato dagli apostoli prediletti

#### Mosaici del transetto
Alle pareti nord e sud del transetto sono collocati due maestosi mosaici:
- a sinistra, la  Chiesa Gloriosa. Cristo Risorto è circondato dalla Madonna e da una folla di Santi e beati, fra cui Odorico da Pordenone, Marco d'Aviano, Luigi Scrosoppi, Faustina Kowalska, Claudio Granzotto, Pio da Pietrelcina, Madre Teresa di Calcutta
- a destra, la Celebrazione dell'Eucaristia (2005). Cristo al centro spezza il pane, suo Corpo, e lo distribuisce agli Apostoli. Nella fascia in basso, papa Giovanni Paolo II è attorniato da personaggi rappresentanti i vari popoli del mondo.

#### Via Crucis
Le stazioni della Via Crucis sono realizzate in mosaico, su disegni del pittore Teodoro Carniello di Sacile.

#### Ex voto
Lungo il corridoio retrostante l'altare e le due cappelle del transetto sono affissi numerosi ex voto, raccolti nel corso dei secoli in memoria di grazie ricevute dalla Madonna di Rosa. Alcuni hanno anche lasciato stampelle o altri gli oggetti legati alla malattia da cui sono guariti.

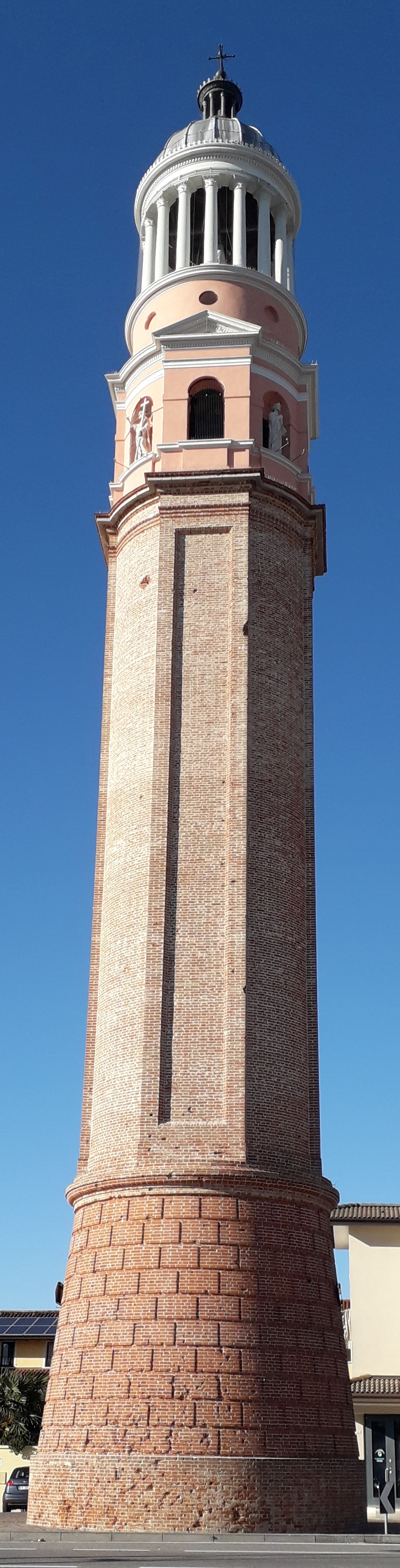
Campanile

## Il campanile
Il campanile a pianta ottagonale è stato completato nel 1902, su disegno di Pietro Saccardo (Venezia).
All'altezza delle campane presenta delle nicchie dove sono collocate le statue di San Giuseppe, di San Pietro, di San Paolo e del Redentore benedicente, scolpite da Paolo Passomai da Solighetto.
È detto "campanile delle uova" poiché gran parte dei fondi necessari alla sua costruzione sono stati ottenuti dalla vendita di uova donate dagli abitanti dei dintorni, raccolte grazie a tanti ragazzini che passavano settimanalmente per le case a ritirale. Il ricavato della vendita delle uova è stato gestito scrupolosamente da don Matteo Catuzzo, cassiere della "Commissione per la Fabbrica del Campanile", appositamente costituita.

## Gallery

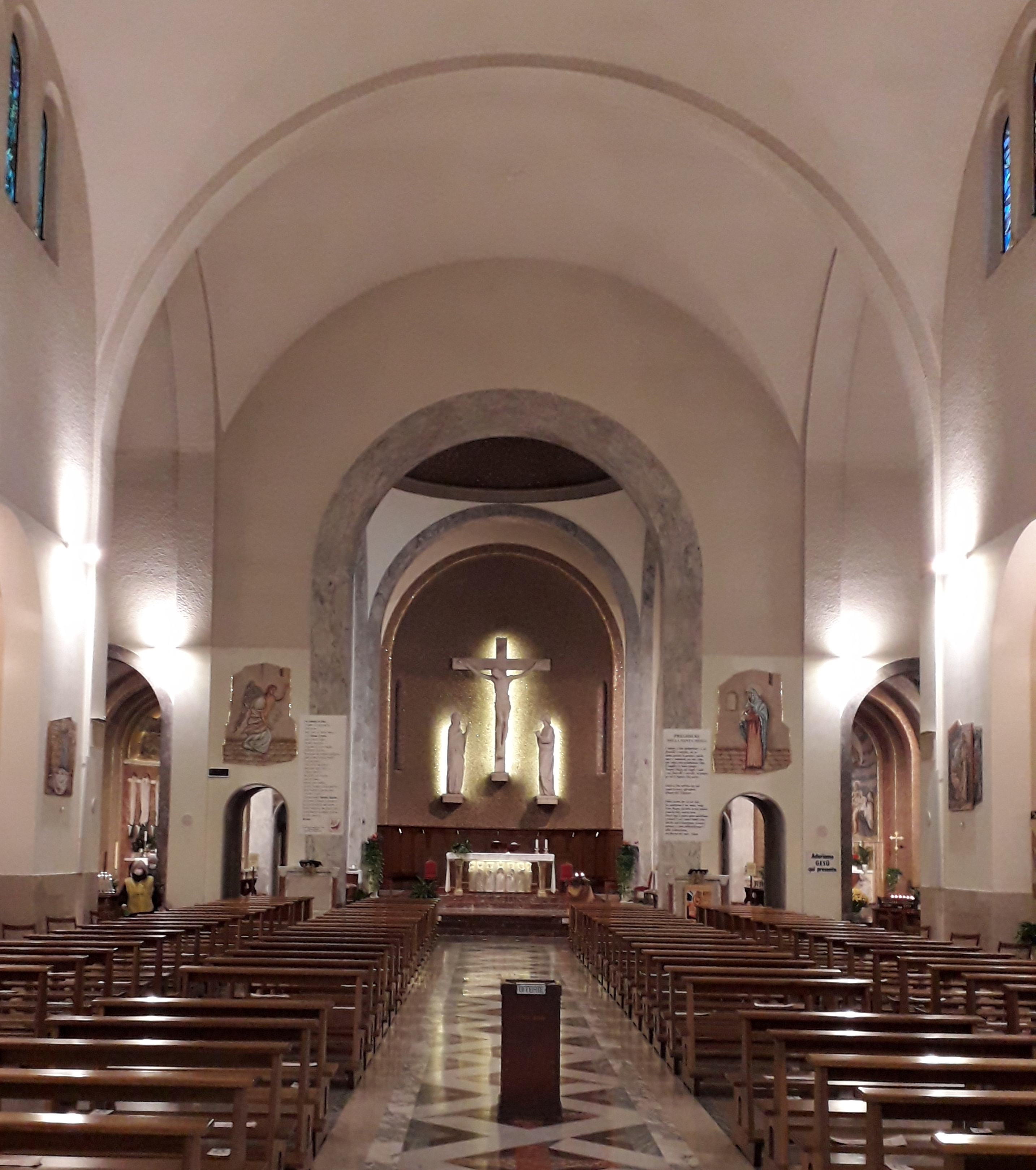
Navata
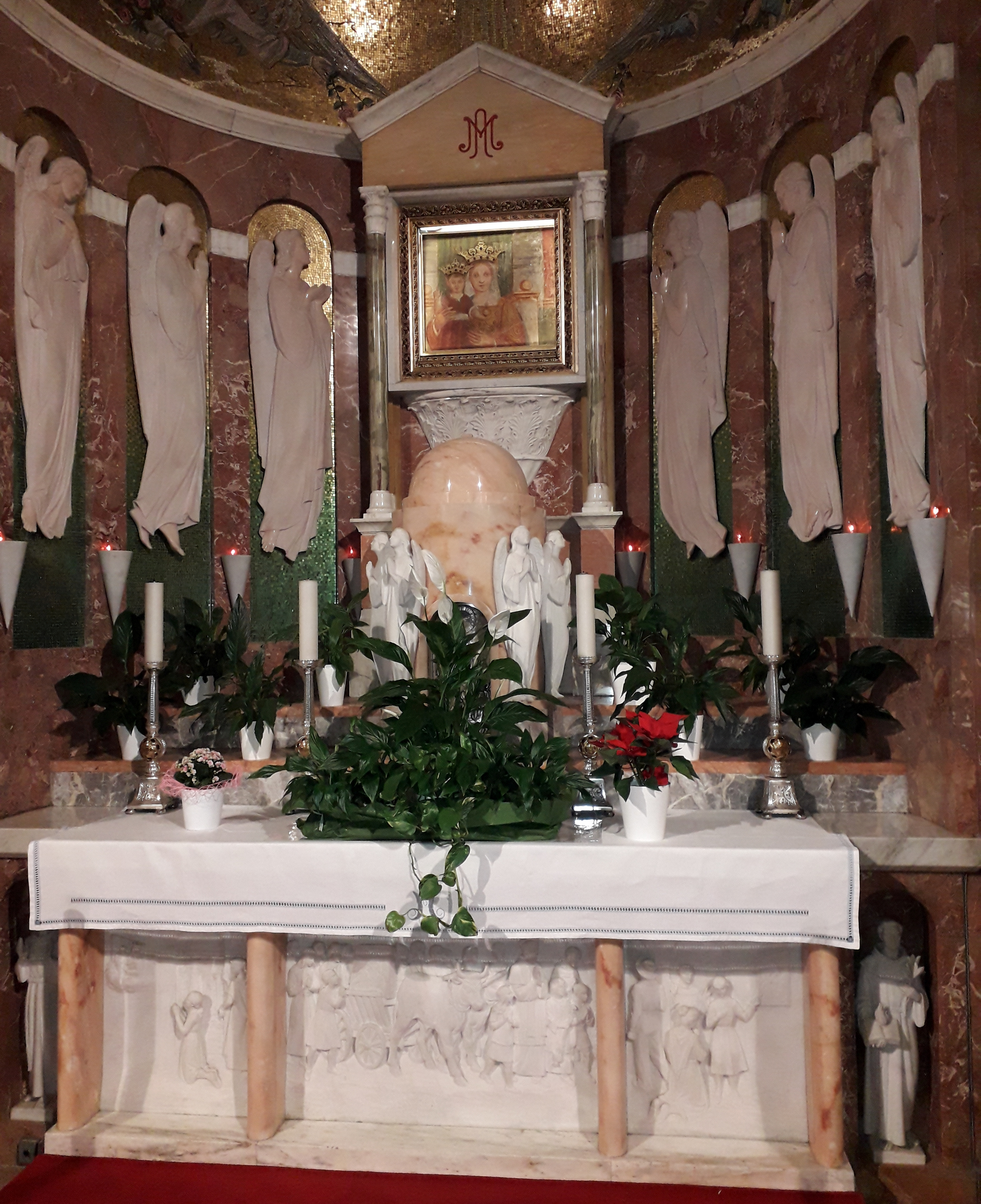
Cappella Madonna di Rosa
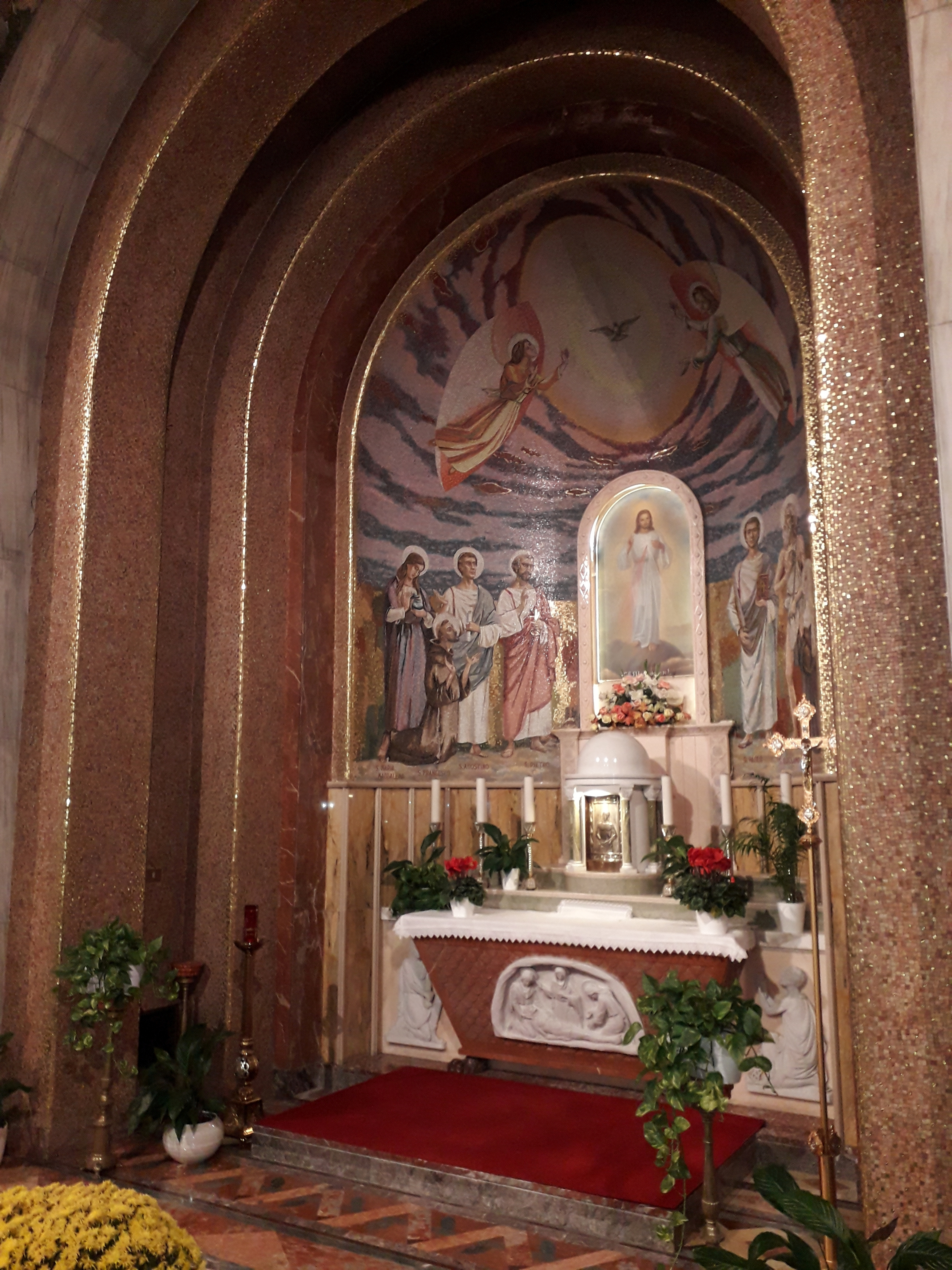
Cappella Gesù Misericordioso
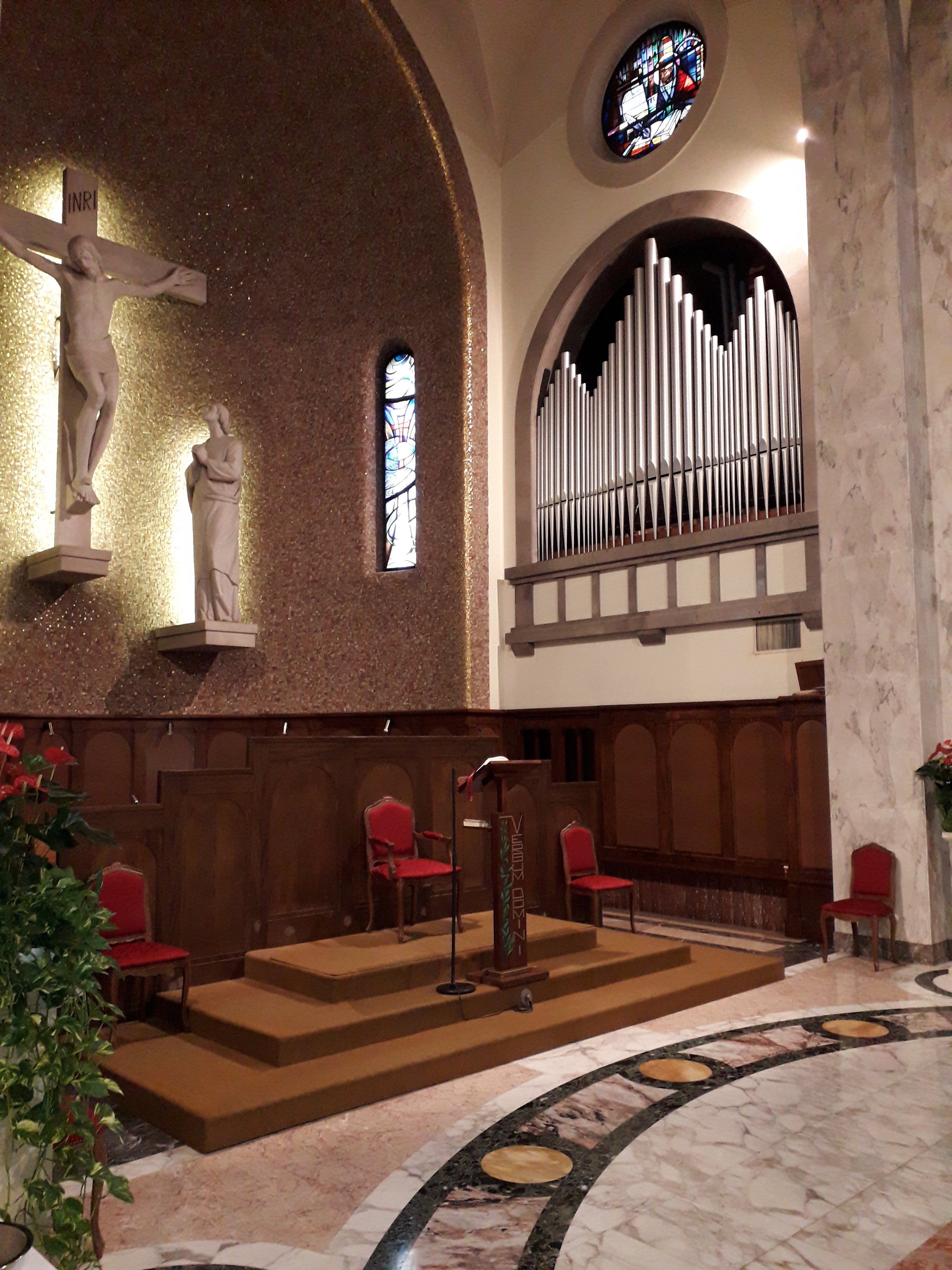
Parete sud del presbiterio
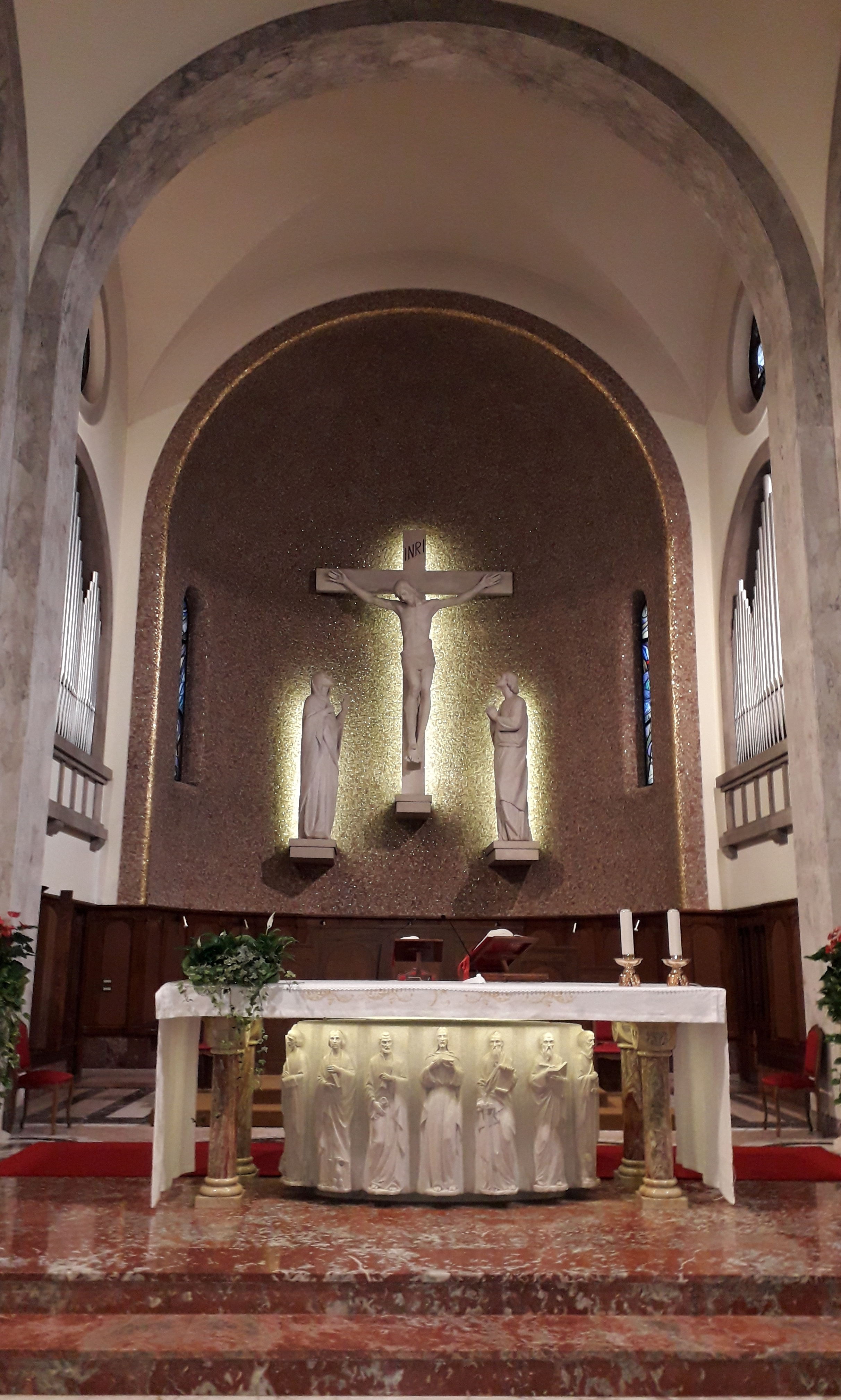
Presbiterio e altare
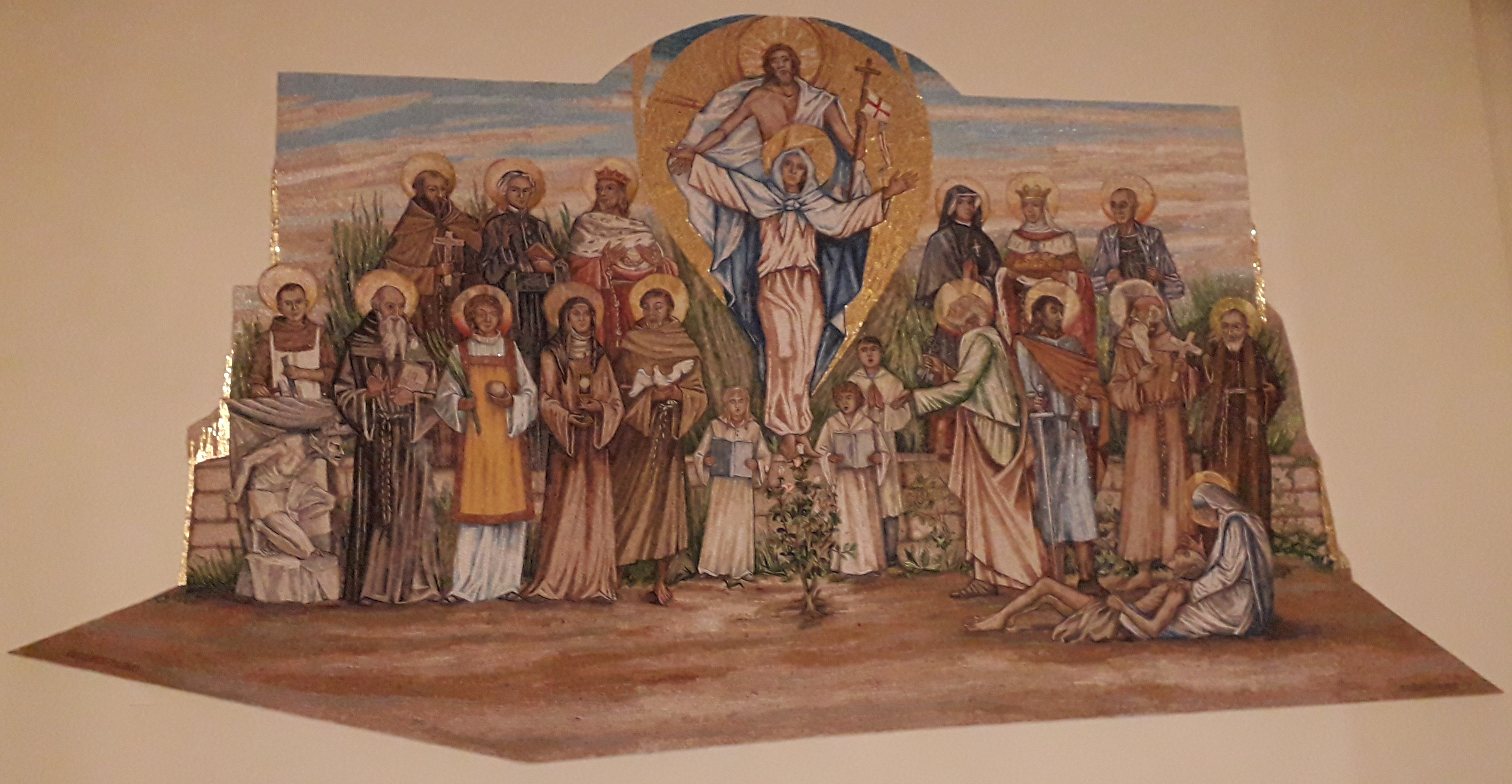
Mosaico parete nord transetto
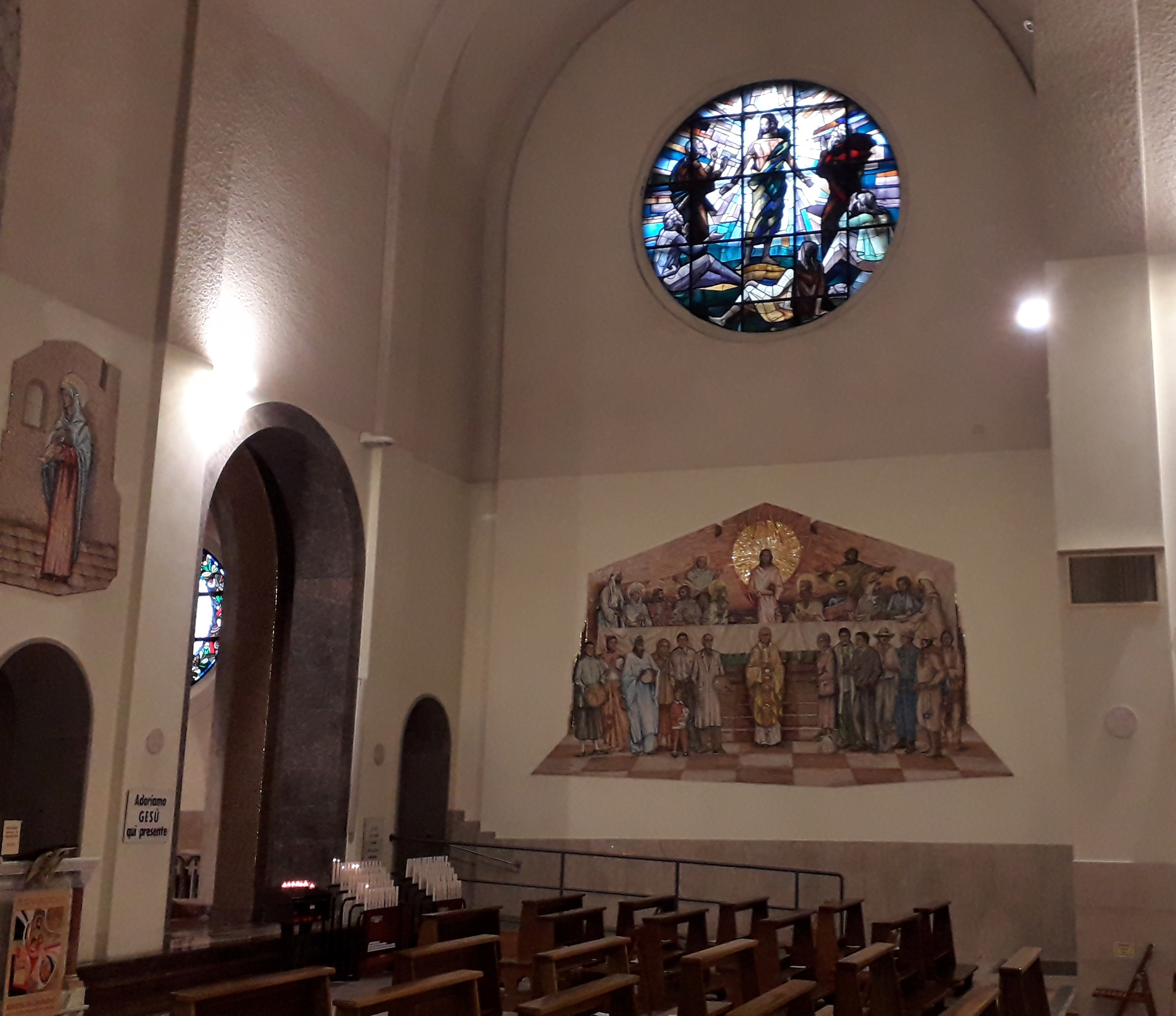
Parete sud del transetto